# Paolo Farinati

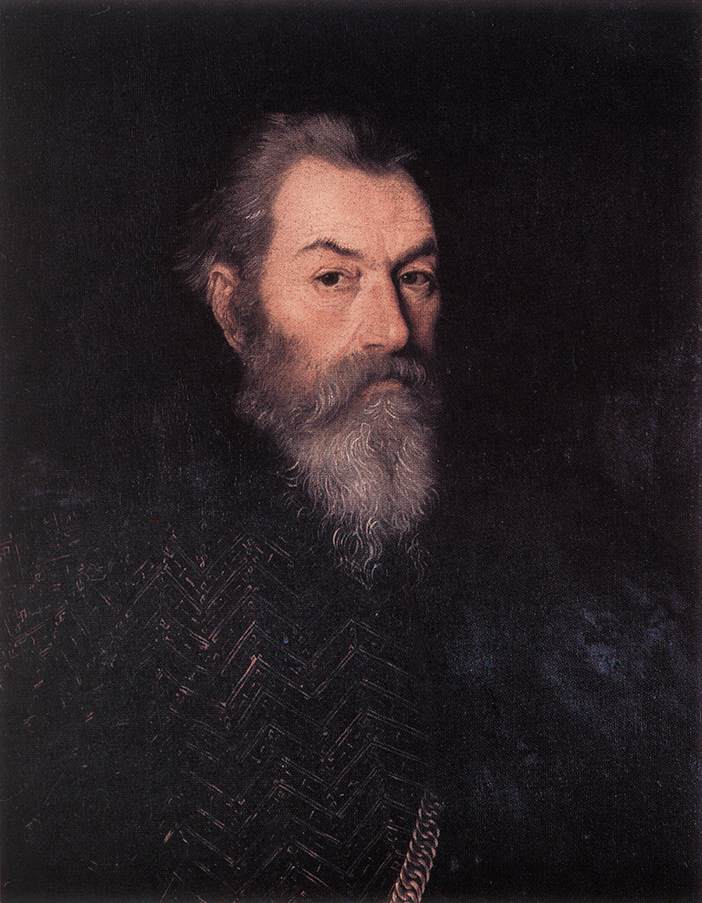
Retrato de caballero, Museum voor Schone Kunsten, Gante.

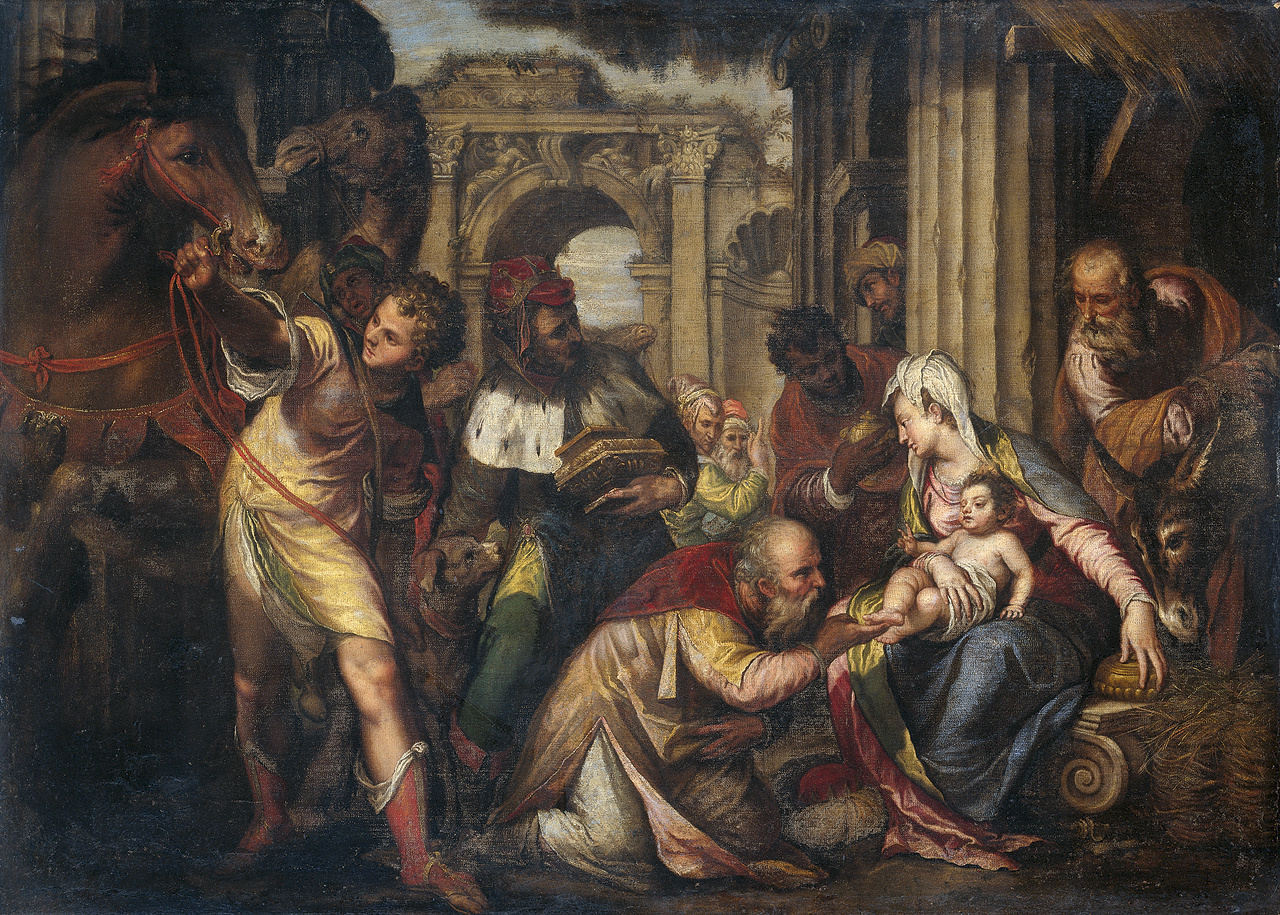
Adoración de los Reyes Magos, Rijksmuseum, Ámsterdam.

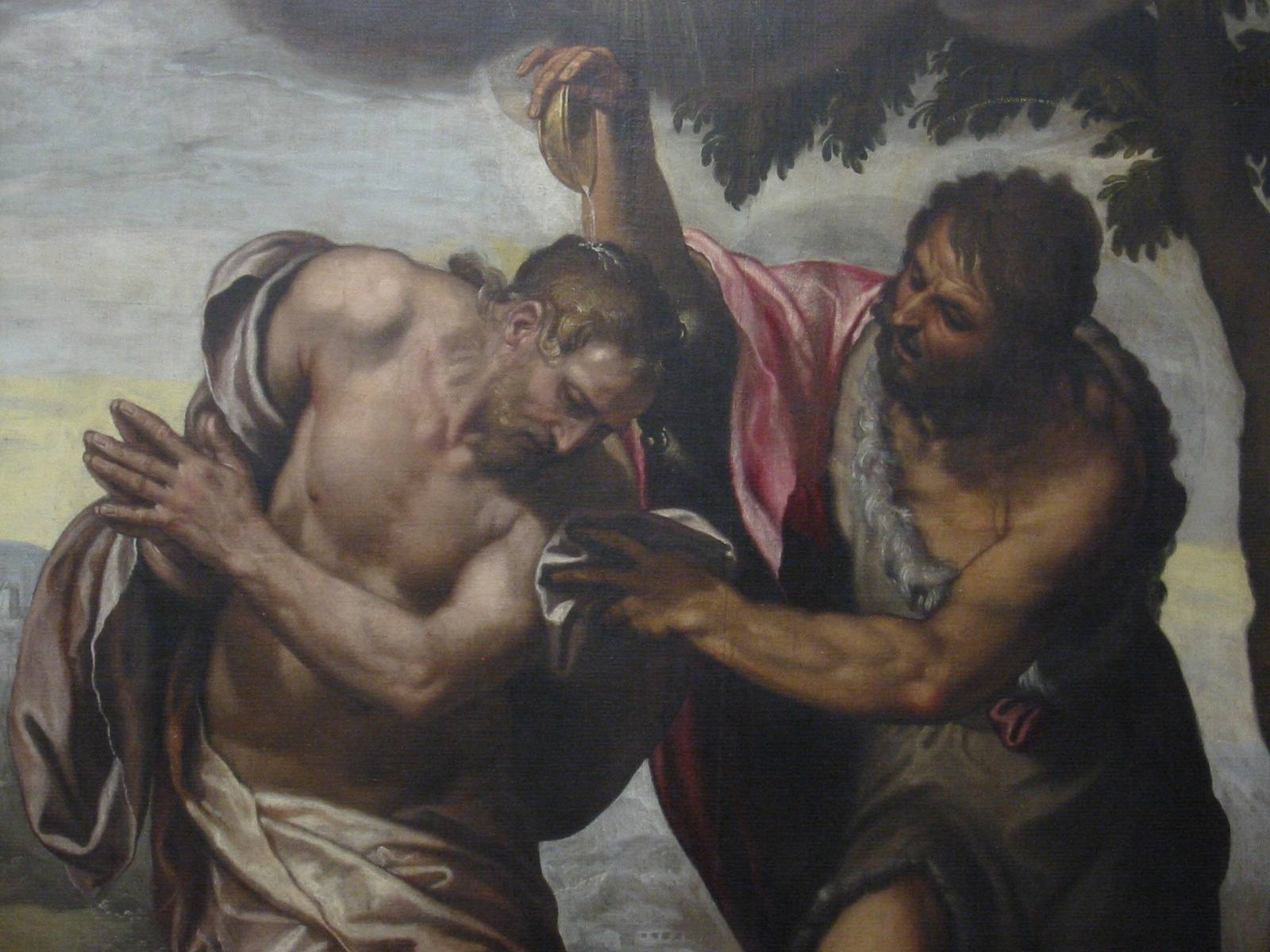
Bautismo de Cristo, detalle, Catedral de Verona.

Paolo Farinati, también conocido como Farinato o Farinato degli Uberti (Verona, 1524 - Verona, 1606), fue un pintor veneciano, activo durante el periodo manierista.

## Biografía
Hijo de un pintor semidesconocido, Giambattista, su primera formación como artista la recibió en el taller de Niccolo Giolfino, según atestigua Vasari. Es bastante posible que Domenico Brusasorci y Antonio Badile fueran también sus maestros en algún momento.
Su primera obra documentada es un San Martín y el mendigo (Catedral de Mantua, 1552), que le fue encargado por el cardenal Ercole Gonzaga junto a otras obras de Battista dell'Angolo del Moro, Domenico Brusasorci y Paolo Veronese. La influencia en estos primeros trabajos de Giulio Romano es evidente. Hay que tener en cuenta que este artista era el principal pintor y arquitecto al servicio de los Gonzaga en aquel tiempo.
Tal vez fruto de su aprendizaje con Giolfino, la paleta de Farinati se ve reducida considerablemente, predominando los tonos parduzcos, grises y malvas, y concediéndole al dibujo una notable preponderancia sobre lo cromático.
Su Matanza de los Inocentes para la iglesia de Santa Maria in Organo, en Verona, nos muestra al artista ya con un gran dominio de los modelos manieristas, con sus figuras atléticas y elegantes. Con el tiempo, Farinati fue acercándose al estilo del gran dominador de la pintura veneciana tras la muerte de Tiziano, su compatriota Paolo Veronese. Fruto de ello, su estilo se enriqueció con una mayor variedad cromática, enriqueciendo su pintura con brillantes colores. También incorporó el interés por los grandes escenarios arquitectónicos de Veronese. Los dos frescos que pintó para la Cappella Marogna (uno de ellos perdido) en los muros que flanqueaban la obra de Caliari para el mismo altar parecen marcar el inicio de esta nueva época para Farinati.
Uno de sus mayores legados son sus numerosos estudios del claroscuro sobre papel tintado, usados frecuentemente como modelos.
Fuente inestimable para conocer su vida y obra es un Diario que él mismo escribió a partir de 1573, en el que especifica todas sus actividades artísticas.
Parece ser que fue descendiente de Farinata degli Uberti, el condottiero florentino al que Dante sitúa en el Infierno de su Divina Comedia. Su hijo Orazio Farinati, también fue un destacado pintor y dibujante.

## Obras destacadas
- San Martín y el mendigo (1552, Catedral de Mantua).
- Matanza de los Inocentes (1556, Santa Maria in Organo, Verona).
- Cristo caminando sobre las aguas (Santa Maria in Organo, Verona).
- Cena de San Gregorio (1558, Santa Maria in Organo, Verona).
- El arcángel San Miguel expulsa a Lucifer (Santa Maria in Organo, Verona).
- Ecce Homo (1562, Museo de Castelvecchio, Verona).
- Elías asciende a los cielos, fresco (1566, Cappella Marogna, San Paolo in Campo Marzio, Verona).
- Frescos del Palazzo Giuliari (antes de 1573, Verona).
- Vida de los Santos Nazario y Celso, frescos (1575, Santi Nazaro e Celso, Verona).
- Adan y Eva (Santi Nazaro e Celso, Verona).
- Anunciación (Santi Nazaro e Celso, Verona).
- Santos Roque y Sebastián (Santa Maria della Scala, Verona).
- Bautismo de Cristo (San Giovanni in Fonte, Verona).
- Presentación en el Templo (Gemaldegallerie, Berlín).
- Retrato de caballero (Museum voor Schone Kunsten, Gante)
- Desposorios de Santa Catalina (Museo Comunale, Verona).
- Adoración de los Reyes (1585, Rijksmuseum, Ámsterdam)
- Virgen en la Gloria con los Santos Francisco y Nicolás, llamada Pala Falcone (1588, San Paolo in Campo Marzio, Verona).
- Santas Apolonia y Catalina (San Paolo in Campo Marzio, Verona).
- Asunción de la Virgen con los apóstoles y San Apolinar  (Santa Maria del Paradiso, Verona).
- Transfiguración (San Paolo in Campo Marzio, Verona).
- Anunciación (San Pietro in Monastero, Verona).
- Pentecostés (Santo Stefano, Verona).
- Virgen con el Niño y los santos Alberto y Jerónimo (San Tomaso Cantuariense, Verona).
- Virgen con el Niño y San Juanito, San Onofre y San Antonio(San Tomaso Cantuariense, Verona).
- Natividad (Santuario della Madonna di Campagna, Verona).
- Milagro de los panes y los peces (1603, San Giorgio in Braida, Verona).